# Naxa cypraria
Naxa cypraria är en fjärilsart som beskrevs av Achille Guenée 1888. Naxa cypraria ingår i släktet Naxa och familjen mätare. Inga underarter finns listade i Catalogue of Life.